# Морська течія

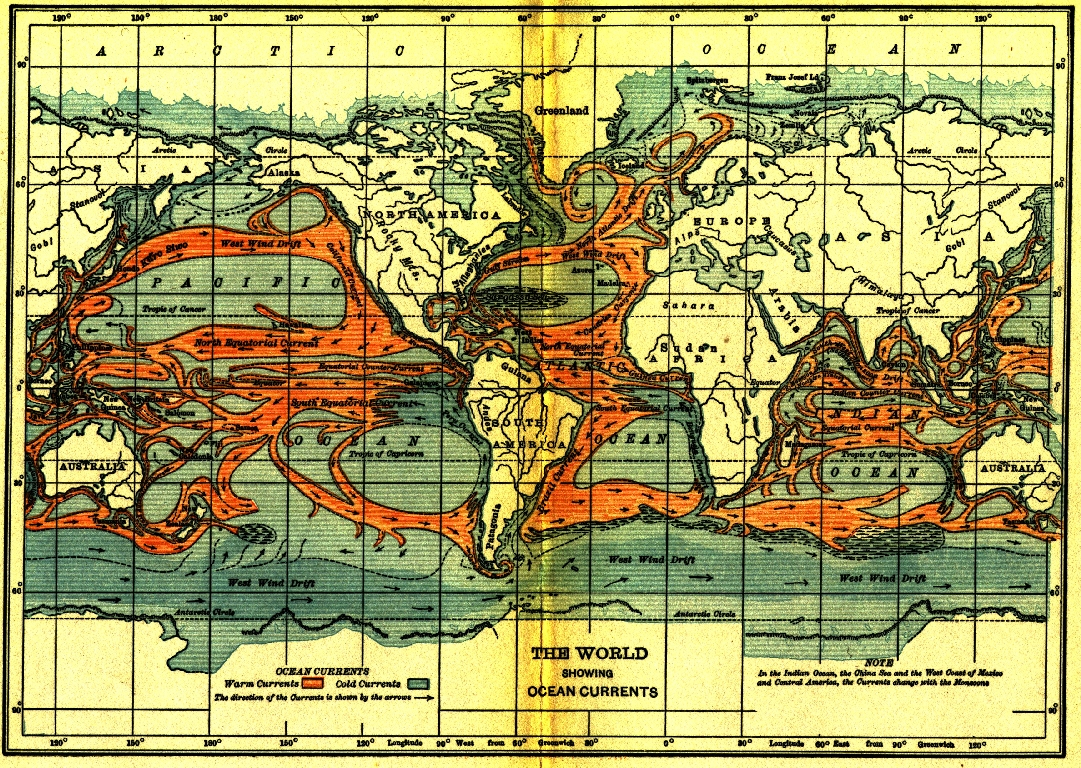
океанічі течії, 1911 рік

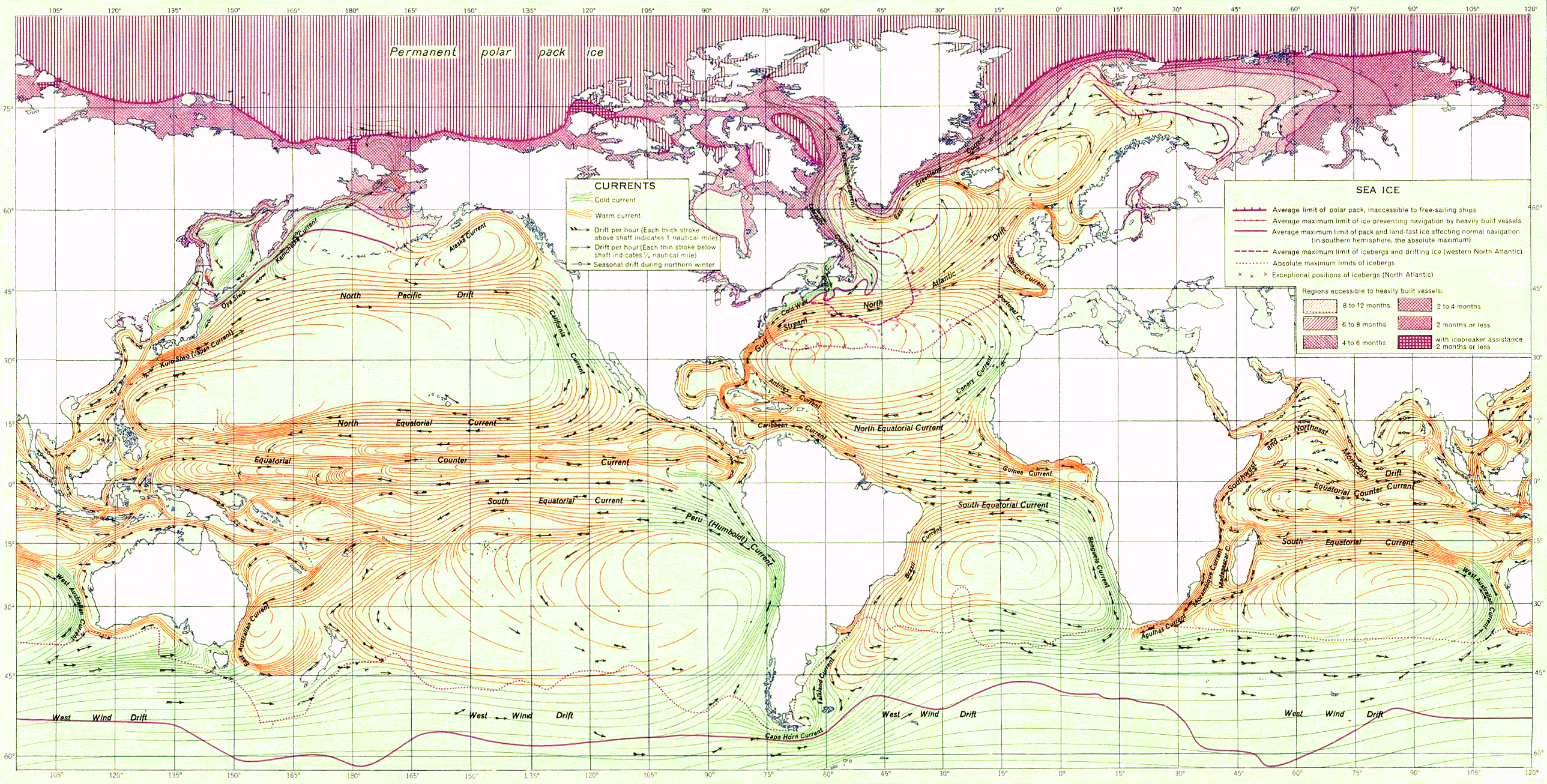
Океанічні течії, 1943 рік

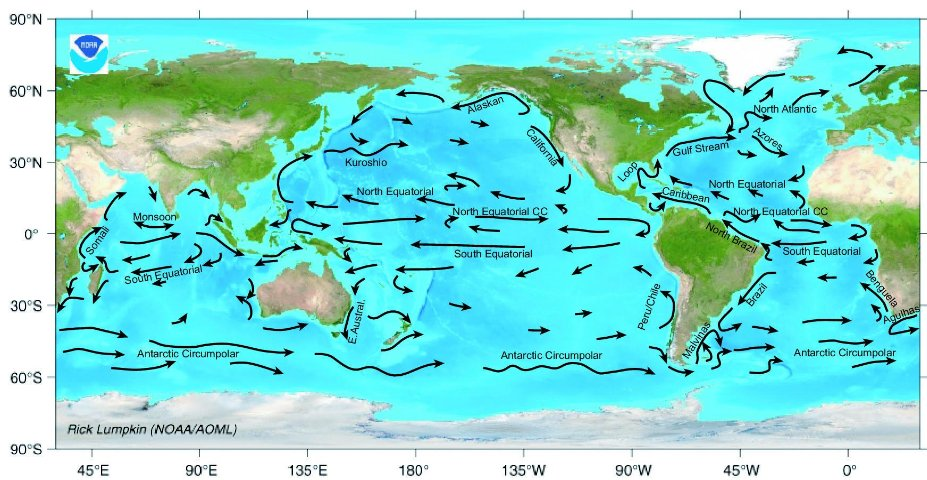
Найбільші океанічні поверхневі течії. Мапа NOAA

Морські́ те́чії — поступальні рухи водних мас у певному напрямку на великі відстані в океанах і морях, обумовлені вітром, гравітаційними причинами, різною щільністю води.

## Класифікація
За температурними умовами розрізняють:
- теплі течії мають температуру води вищу за температуру навколишніх вод, здебільшого мають напрям від екватора до полюсів. Значно пом'якшують клімат прилеглої акваторії. Наприклад, Північно-Атлантична течія суттєво підвищує середні температури та зменшує їхні амплітуди на узбережжі Скандинавського півострова (Середньорічна температура повітря узбережжя Норвегії дорівнює середньорічній температурі в Одесі).
- холодні течії мають температуру води нижчу за температуру навколишніх вод, здебільшого мають напрям від вищих широт до нижчих. Значно погіршують клімат навколишніх акваторій, знижуючи середньорічні температури повітря, підвищуючи посушливість. Холодні течії поблизу західних узбереж материків у тропічній зоні утворюють пустелі: Бенгельська течія і пустеля Наміб, Перуанська течія та пустеля Атакама.
- нейтральні течії несуть води з температурою навколишніх вод.

Залежно від розміщення в товщі океанічних вод розрізняють:
- поверхневі течії.
- глибинні течії.
- придонні течії.

## Генезис
За походженням морські течії поділяють на:
- Дрейфові — викликані постійними вітрами, що дмуть в певному напрямку (наприклад, пасати), саме тому вони витримують заданий напрямок течії на довгих відстанях. Загальні положення подібних явищ обґрунтував німецький геофізик Карл Цьопріц[en], однак згодом були введені деякі поправки до теорії, які вказували на вплив обертання Землі. Дрейфові течії відхиляє вбік сила Коріоліса, ліворуч в південній півкулі, праворуч — в північній. За достатньої глибини, віддаленості від берега та протяжності течії відхилення може скласти 45° від початкового. Гольфстрим, наочний приклад дрейфової течії. Має швидкість течії від 6 до 20 км/год, ширину 75-120 км та глибину до 800 м.
- Гравітаційно-градієнтні:
  - стокові течії утворюються, коли на певній ділянці Світового океану рівень води збільшується (наприклад, внаслідок великих атмосферних опадів) або зменшується (наприклад, внаслідок великого випаровування). Зміна атмосферного тиску відбивається на течіях, тому ці зміни відбиваються нарівні океану або моря (зміна тиску на 1 мм змінює рівень води на 13 мм). Очевидно, існуючі на водоймах центри високого або низького тиску створюють часткові піднесення або опускання рівня; це в свою чергу може бути причиною припливу чи відпливу води. Особливо цей вплив позначається на течіях у протоках між двома сусідніми морями, над якими переважають різні області тиску (Флоридська протока, через яку проходить Флоридська течія, що дає початок Гольфстриму).
  - щільнісні течії утворюються, коли на однакових глибинах Світового океану існують водні маси з різною щільністю води (наприклад, через різну солоність). Якщо, наприклад, два моря сполучаються протокою, при чому в одному з цих морів більш солона, отже й важча вода, ніж в іншому, то в цій протоці виникнуть дві течії — одна поверхнева з менш солоного моря в більш солоне, а на деякій глибині буде зворотна течія солонішої води. Такі течії утворюються в Босфорі (між Чорним та Мармуровим морем), Гібралтарській протоці (між Середземним морем та Атлантичним океаном) та Данських протоках, (між Північне море та Балтійське (протоки Скагеррак, Каттегат, Зунд). При цьому межа між солонішою і густішою течією і між поверхневою являє хвилясту поверхню, що змінює протягом року своє положення, тобто товщина менш солоної течії то збільшується на глибину, то зменшується, а нижня течія то піднімається, то опускається. Так само й у відкритому океані від впливу різних причин може змінюватись густина води на сусідніх ділянках неоднаково, і тоді між цими ділянками виникає обмін води у вигляді подвійних течій супротивного напряму. Зменшення густини води може, наприклад, статися від танення криги, від проходження зливи, а згущення води — від інтенсивного випаровування; на зміну густини також впливає приплив теплої або холодної води та загальна зміна термічного фону середовища.
- Припливно-відпливні виникають при настанні припливу біля берегів, де водяні струмені, рухаючись по верхній частині своїх орбіт, утворюють течію. Припливний рух починається, коли приплив досягає середнього рівня, при чому із збільшенням його висоти поступово наростає швидкість припливної течії і досягає максимуму під час повної води; при відпливі швидкість припливної течії доходить до нуля приблизно при середній воді, після чого починається відпливна течія з наростаючою швидкістю до моменту настання припливу, після чого починається зменшення швидкості до моменту, коли приплив дійде до свого середнього положення. Звичайно, так само як бувають неправильні припливи, так і в припливних і відпливних течіях бувають помітні відхилення від нормальних. Швидкість припливних течій буває дуже різна і залежить вона від висоти припливу та від похилу берега, іноді сягає 5 м/с. Проходячи кам'янистим ложем у вузьких протоках, при звивистих берегах, внаслідок розмежування поворотів течій, припливно-відпливні течії можуть зустрітися між собою й утворити вири.

### Вплив материків
Океанічна циркуляція прямо залежить від обрисів узбережжя. Зміни контурів материків, наявність або відсутність проток між водоймищами спричинюють істотні зміни природи різних регіонів. Наприклад, до початку еоцену (55 млн років тому) Антарктида поєднувалась з Австралією й могутня течія Західних вітрів не існувала. Тому Антарктида не була відрізана від решти частини світу морськими течіями і перенесенням повітряних мас. Перенесення тепла мав переважно міжширотний характер, перешкоджаючи сильному переохолодженню й утворенню покривного льодовика. Відділення від Австралії, внаслідок тектонічних рухів літосферних плит, призвело до саморозвиткового зниження температури й появи постійного снігового покриву. Внаслідок зледеніння води Антарктичної циркумполярної течії біля берегів континенту охолоджуються, стають важчими, занурюються і розтікаються по поверхні усього океанічного дна планети.

## Загальна циркуляція вод

Морські течії на безперервній карті океанів

За стаціонарну великомасштабну циркуляцію беруть середню за десятирічний період картину руху вод. Поверхнева циркуляція вод визначається атмосферною циркуляцією, вітром. До головних елементів циркуляції належать кругообіг вод між широтами 15-50° функціонують великі горизонтальні циркуляційні системи з обертанням вод за годинниковою стрілкою — субтропічний антициклонічний кругообіг, що приурочений до атмосферних стаціонарних антициклонів. Окремими елементами таких кругообігів є течії Гольфстрим і Куросіо. Антициклональні кругообіги північної й південної півкуль поділяються екваторіальною зоною конвергенції. У вищих широтах розташовуються циклонічні кругообіги вод.
За останні роки в океані виявлені потужні завихрення, подібні до атмосферних циклонів і антициклонів. Але океанічні вихори на 1-8 порядки менші від атмосферних. Основним механізмом їх утворення є гідродинамічна нестійкість океанічних течій, яка за певних умов досягає стадії утворення замкнутих вихрових циркуляцій вод середніх масштабів, нестаціонарних в просторі й часі. Сприятливими умовами є горизонтальна неоднорідність щільності води і швидкості течій, вплив атмосфери. Основними є фронтальні завихрення. Фронти в океанах — це межі між водами з різною температурою і солоністю. Поступово утворюється потужний вихор з ядром, де чітко виражені аномальні властивості вод, та кільцем, що оточує ядро, з наявними максимальними градієнтами. Це так званий ринг розміри якого в середньому становлять 100—200 км, аномалії температур досягають 10-14 °С солоності — 1 ‰ і більше. Спостерігаються фронтальні вихори і більших розмірів (300—400 км), але меншої інтенсивності. Ринги часто рухаються складними траєкторіями зі швидкістю кілька кілометрів на добу. Коли зникають аномальні властивості вод ринги розмиваються. Час їх існування — від кількох місяців до 2 років. Ринги простежені в течіях Гольфстрим, Куросіо, Антарктичній, Бразильській, Східно-Австралійській, в Мексиканській затоці, Середземному, Чорному морях та ін.
Із супутників вдалося виявити в поверхневому шарі океану течії грибоподібної форми, наприклад у Тихому океані на схід від Охотського моря. Це вихрові диполі, тобто об'єднані в пару циклонічні й антициклонічні вихори. Швидкість руху води в таких течіях досить значна. Цікаво, що 120 років тому англійський вчений І. Томсон теоретично передбачив існування подібних вихрових пар.
Поверхневі води Світового океану знаходяться в стані постійної циркуляції, що утворить систему квазістаціонарних течій, що відіграють важливу геологічну та геоморфологічну роль у географічній оболонці.

### Глибинна циркуляція

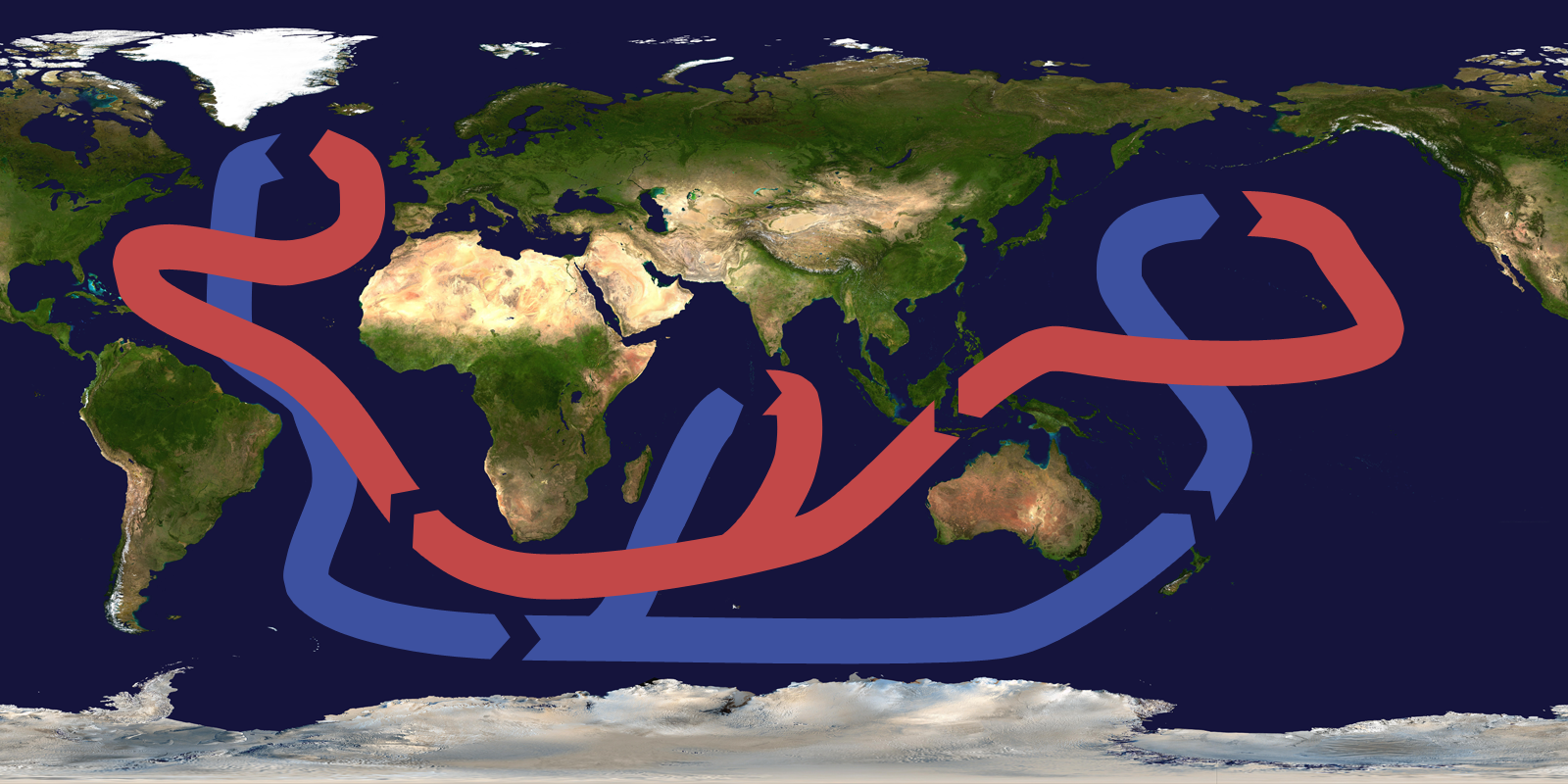
Термохалінна циркуляція вод Світового океану. Червоним позначено поверхневі течії, блакитним — глибинні течії водних мас

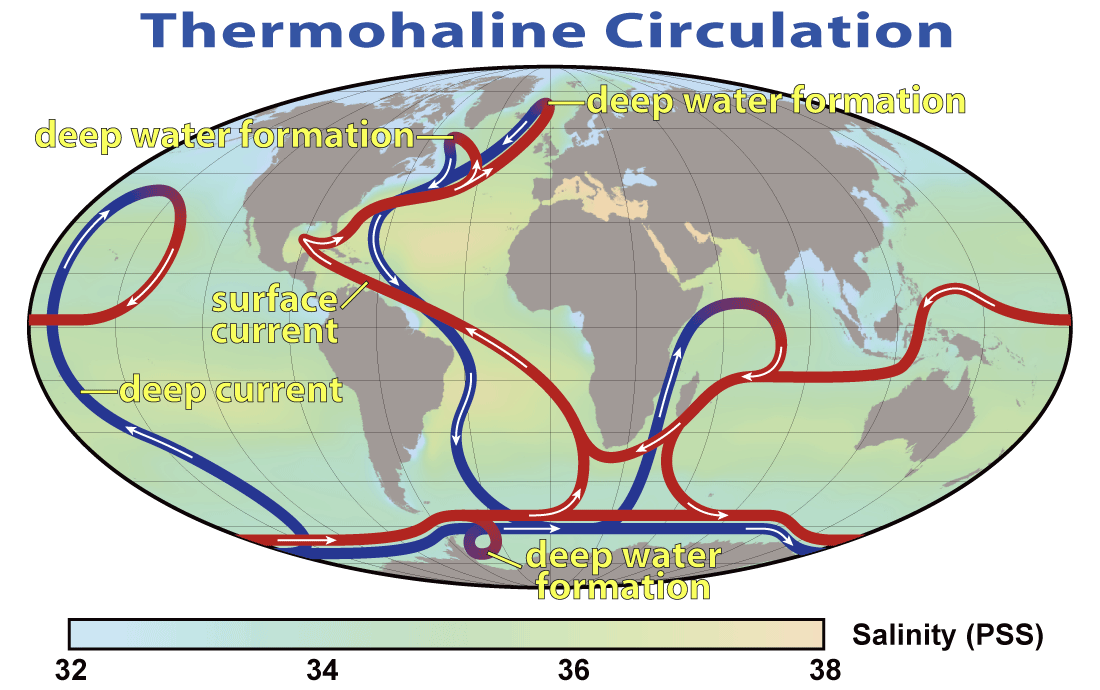
Термохалінна циркуляція вод Світового океану

Глибинні рухи вод вивчені ще недостатньо. Добре зафіксовані рухи глибинних вод з Антарктики і Арктики в бік екватора. Щільні донні води з шельфів Антарктиди опускаються по материковому схилу і материковому підніжжю до океанічних котловин. А котловини з'єднані між собою проходами, отже, переохолоджена щільна вода розтікається по дну усього Світового океану. З півночі подібно до цього розтікаються води Гренландського шельфу. У Тихому океані аналогічну роль відіграють холодні води Охотського моря. Вода високої солоності з Середземного моря через Гібралтарську протоку виходить в Атлантику і шельфом та материковим схилом розтікається на великій площі. Донні абісальні течії діють на великих площах, мають великі придонні швидкості (від 20 до 50 см/с) і здійснюють велику ерозійну, транспортну та акумулятивну роботу.
Система донних абісальних течій, що впливає на геологічну будову дна океану, утворюється за рахунок опускання і розтікання по дну вихолоджених шельфових вод Антарктики та Арктики. Більш локальне значення має донний стік дуже солоних, а тому аномально щільних вод, що втікають в океан із Середземного, Червоного морів, Перської затоки. Головну роль у формуванні донних течій відіграють антарктичні води. На шляху донних потоків холодних антарктичних вод, що випливають на північ, розташовуються ділянки планетарної системи серединно-океанічних хребтів, однак вони не перешкоджають течії. Досить добре вивчено Атлантично-антарктичну донну течію у південній частині Аргентинської улоговини, вона проривається через вузький прохід у зоні Фолклендського розламу та розтікається в обидва боки від проходу, але головним чином здійснює рух на захід й утворює сітку Західно-фолклендських абісальних течій. З течій, утворених стоком аномально солоних вод, вивчена Лузитанська течія (на захід від Гібралтарської протоки). Її швидкість за даними безпосередніх вимірів на глибині 700—800 м перевищує 150 см/с.
Постійні донні течії здійснюють масове транспортування осадового матеріалу. Подібно хвилям і хвильовим течіям у береговій зоні моря, вони створюють своєрідні односпрямовані потоки осадового матеріалу, що рухається в напрямку течії. За аналогією з береговими потоками наносів — рух донного осадового матеріалу може припинитися цілком або частково там, де швидкість донної течії Знизиться до критичної величини, тобто виявиться недостатньою для переміщення часток даної маси та об'єму осадового матеріалу. У цьому відношенні добре вивчені впливи течій західної частини Атлантичного океану. Виявилося, що найбільші донні форми рельєфу в зоні дії цих течій — Ньюфаундлендський і Багамська банки, у дійсності являють собою гігантські акумулятивні тіла, складені косо-шаруватими мулами з піщаними прошарками, що різко відрізняються по текстурі та структурі від потоків осадового матеріалу який зазвичай стікає у прибережні зони з континентів. Ньюфаундлендська банка має вигляд потужної скелі, складеною товщею косо-розшарованих алевритів з шарами осадів хемогенного походження, принаймні до глибини 1,5 км від поверхні дна ця товща прослідковується досить чітко. Настільки величезної потужності осадова товща може бути сформована або в результаті дуже рясного надходження осадового матеріалу, або в результаті великої тривалості процесу нагромадження. Інша, ще більша акумулятивна форма, генезис якої зв'язаний з цією ж течією, Блейк-Багамська банка — гігантський дугоподібно вигнутий у профілі вал, складений товщею мулистих і глинистих осадів з тонкими прошарками дрібного піску з косою шаруватістю. Для внутрішньої будівлі товщі характерні також утворення, що одержали назву «гігантських знаків» — своєрідних піщаних хвиль із кроком (тобто відстанню між ними) у 4-5 км. Такі ритмічні утворення помітні також і в товщі, що складає Ньюфаундлендську банку. Довжина вала понад 400 км, ширина 100—200 км. Найповніше описана акумулятивна форма окреслюється ізогіпсою 4800 м, але вся її північна третина лежить на значно меншій глибині (2000-4000 м).
Вочевидь і в інших океанах подібні утворення пов'язані з транспортуванням і діяльністю донних течій, які безпосередньо акумулюють океанічні осадові породи. Існують дані про ще одну подібну форму рельєфу — осадовий хребет в південній частині Коморської улоговини в західній частині Індійського океану, який почав формуватись у крейдовий період, близько 100 мільйонів років тому під впливом потужних донних течій. У Тихому океані відома найбільша акумулятивна форма рельєфу дна океану — Східно-тихоокеанічий екваторіальний вал, формування якого пов'язують з абісальними течіями вулканічного походження. В межах Тихого океану, на сучасному етапі досліджень, можна фіксувати виникнення нових донних абісальних течій.
Течії в морях і океанах здійснюють величезну роботу з розносу осадового матеріалу на мілководдя (шельф, берегова зона) Припливними течіями створюються лінійно орієнтовані великі ритмічні акумулятивні форми — піщані гряди, ускладнені поперечними (також ритмічними) утвореннями — піщаними хвилями. Піщані гряди — переважно сучасні динамічні утворення; у тих випадках, коли вони розташовані на великій глибині — можливо, реліктові форми.

## Значення та вплив
Діяльність морських течій має значний вплив не тільки на води Світового океану, а й на географічну оболонку загалом.

### Океанологічний вплив

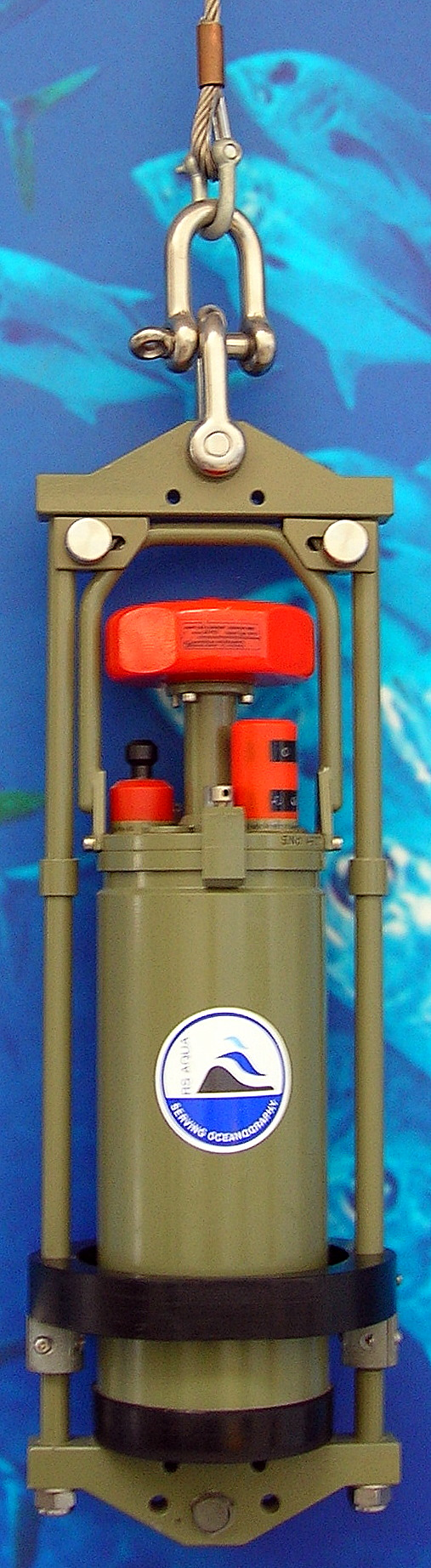
Прилад для моніторингу океанічних течій

Аналізуючи вплив течій на клімат Землі, можна чітко визначити океанічний конвеєрний пояс обміну тепла між атмосферою та гідросферою. Прикладом впливу морських течій на гідросферу є вертикальні переміщення води в океанах і морях, які відбуваються внаслідок зміни її густини. Швидкість таких рухів невелика. Вертикальна циркуляція відбувається також поблизу дна океану, де вода нагрівається теплом, що виділяється з мантії. Підігріта вода легша за прохолодну, і вона підіймається вгору, де перемішується з поверхневою водною масою. Цей процес може охопити шар товщиною до 4 км від дна. Підйом глибинних вод відбувається і в тих випадках, коли глибинна течія зустрічає на шляху підводне підвищення або коли береговий вітер здуває теплий поверхневий шар води, а на його місце знизу підіймається холодний.
Загалом циркуляція вод Світового океану визначає обмін речовиною, теплом та механічною енергією між океаном, атмосферою, поверхневими та глибинними, тропічними та полярними водами. Морські течії переносять великі маси води з одних акваторій на інші, часто дуже віддалені. Важливою особливістю у впливі течій на гідросферу та географічну оболонку землі є те що вони порушують широтну зональність у процесі розподілу температури на земній поверхні. У всіх океанах під впливом течій виникають температурні аномалії: позитивні аномалії пов'язані з перенесенням вод в напрямку від екватора до холодніших широт течіями, які мають напрямок близький до напрямку меридіанів; тоді як негативні аномалії утворюються в результаті перенесення водяних мас у протилежному напрямку, за допомоги холодних течій направлених від північних чи південних широт до екватора. Негативні температурні аномалії підсилюються за рахунок дії процесу підйому глибинних вод поблизу західних берегів континентів, котрі регулюються зносами вод під впливом пасатів. Уплив течій відзеркалюється не тільки на величинах і розподілі середніх річних показників температури, але й на річних амплітудах. Це особливо помітно на межі зіткнення теплих і холодних течій, там де межі між ними зміщуються впродовж року, як, наприклад, в Атлантичному океані в районі зіткнення Гольфстриму і Лабрадорської течії, або в Тихому океані в районі взаємодії течій Куросіо і Курильської (Ойясіо).

Схема апвелінгу

Розподіл течій на поверхні океану обумовлюють в одних зонах збігання потоків, а в інших — їх розбігання. Перші називаються зонами конвергенції, другі — зонами дивергенції. В зонах конвергенції створюється надлишок води, який викликає занурення вод на глибину. В зонах же дивергенції розбігання поверхневих потоків створює сприятливі умови для висхідних рухів глибинних вод. Ці зони підіймання глибинних вод на поверхню називаються зонами апвелінгу, а сам процес — апвелінгом. Зони апвелінгу виникають також у результаті дії потужних згінних вітрів, які систематично видаляють прогріті поверхневі води і створюють умови для здіймання холодних глибинних вод. Завдяки пасатам і пасатним течіям західні периферійні райони океанів отримують більше води, ніж східні. Екваторіальна течія не в змозі вирівняти ці розбіжності. В результаті в підповерхневому шарі глибин виникає відтік надлишків води, направлений із заходу на схід. Утворюються своєрідні підповерхневі течії. Вони існують в Індійському, Тихому і Атлантичному океанах — течії Кромвелла, Тареєва і Ломоносова.

### Кліматичний вплив
Найвідчутніший і найзагальніший вплив течій, крім гідросфери, можна спостерігати в атмосфері. Важливий вплив на процеси нагрівання та охолоджування атмосферного повітря. Добовий та річний хід температури повітря, залежно від циклів океанічних течій різного об'єму та термального стану. Вплив на температуру в географічних зонах, залежно від відповідної температури в океанічних водних масах. Океанічні течії впливають на клімат, бо переносять близько половини тепла з низьких широт у високі, а решта надходить внаслідок обміну повітряними масами. Загалом вплив на температуру навколишнього середовища визначається циклами змін напрямків течій. Довготривалий вплив цих процесів позначається на формуванні клімату певних регіонів, а загалом океанічні течії беруть участь у формуванні клімату всієї планети. Якщо розглядати лише окремі непостійні течії, то цей вплив відбувається тільки тоді, коли відповідні вітри відносять повітря, що зігрівається або охолоджується термальною течією, на материк. Океанічні течії створюють особливо різкі розходження в температурному режимі поверхні моря і тим самим впливають на розподіл температури повітря і на атмосферну циркуляцію. Усталеність океанічних течій приводить до того, що їхній вплив на атмосферу має кліматичне значення. Карти ізоліній температури вказують на потужний вплив Гольфстриму на клімат східної частини півночі Атлантичного океану і Західної Європи. Холодні океанічні течії також відзначаються відповідними збуреннями в конфігурації ізотерм — язиками холоду, направленими до південних широт. Над районами холодних океанічних течій збільшується повторюваність туманів, як це особливо яскраво виявляється в Ньюфаундленді, де повітря може переходити з теплих вод Гольфстриму на холодні води Лабрадорської течії. Над холодними водами в пасатній зоні зникає конвекція і різко зменшується хмарність. Це є чинником існування прибережних пустель. Гольфстрим впливає на клімат східного узбережжя Північної Америки від Флориди до Ньюфаундленду, і західного узбережжя Європи. Система теплих течій Гольфстриму також значно впливає на гідрологічні та біологічні характеристики як морів, так і власне Північного Льодовитого океану. Маси теплої води обігрівають повітряні маси над ними, які західними вітрами переносяться до Європи. Відхилення температури повітря від середніх широтних величин у січні у Норвегії сягають 15-20 °C, у Мурманську — більше 11 °C.
Наприклад, в тропічній зоні, де переважно відбувається східне перенесення, на західних берегах океанів спостерігається підвищена хмарність, опади, вологість, а у східних, де вітри дмуть в напрямку від материків, — відносно сухий клімат. Течії суттєво впливають на розподіл тиску і циркуляцію атмосфери. Над осями теплих течій, як, наприклад, Гольфстрим, Північноатлантичні течії, Куросіо, рухаються серії циклонів, які визначають погодні умови прибережних районів материків. Теплі Північноатлантичні течії сприяють посиленню Ісландського мінімуму, як наслідок інтенсивного впливу циклонів у Північній Атлантиці, а також в Північному і Балтійському морях. Відповідно вплив Куросіо на область Алеутського мінімуму в північно-східній частині Тихого океану. З теплими течіями, які потрапляють у північні широти, пов'язана циклонічна циркуляція атмосфери, яка зумовлює випадіння потужних зарядів атмосферних опадів. Над холодними течіями, навпаки утворюються зони високого тиску, що спричиняє понижену кількість опадів. В місцях перетину теплих і холодних течій часто спостерігаються тумани і суцільна хмарність. Там де теплі течії потрапляють далеко в межі помірних та полярних широт, їх вплив на клімат позначається особливо яскраво. Всім добре відомий пом'якшувальний вплив Гольфстриму та Північноатлантичних течій на клімат Європи, течії Куросіо — на кліматичні умови північної частини Тихого океану. Північноатлантичні течії мають більш вагоме значення ніж Куросіо через те, що проникають майже на 40° північніше Куросіо.
Різкі відмінності в кліматі створюються в тому випадку, якщо береги континентів або океанів омиваються холодними і теплими течіями. Наприклад, східне узбережжя Канади знаходиться під впливом холодної Лабрадорської течії, на відміну від цього західне узбережжя Європи омивається теплими водами Північноатлантичних течій. Як результат, у зоні між 55° і 70° північної широти тривалість безморозного періоду на узбережжі Канади менше 60 днів, на Європейському — 150—210 днів. Яскравим прикладом впливу течій на кліматичні і погодні умови є Перуанська холодна течія, температура вод якої на 8-10 °C нижча за навколишні води Тихого океану. Над холодними водами цієї течії повітряні потоки, охолоджуючись, утворюють суцільний покрив шарувато-купчастих хмар, в результату на узбережжях Чилі та Перу спостерігається суцільна хмарність і відсутність опадів. Південно-східний пасат створює в цьому регіоні згін, тобто відхід від берега поверхневих вод та підйом холодних глибинних вод. Коли узбережжя Перу знаходиться тільки під впливом цієї холодної течії, цей період характеризується відсутністю тропічних штормів, дощів та гроз, а влітку, особливо при підсиленні зустрічної теплої прибережної течії Ель-Ніньйо, тут спостерігаються тропічні шторми, грози, зливи, які розмивають ґрунт, фундаменти будинків, дамби, насипи.
Пульсації океанічних течій, зміщення їх осей до півдня або півночі виявляє суттєвий вплив на клімат прибережних районів. Одночасними спостереженнями за розподілом температури в межах таких масштабних течій, як Гольфстрим і Куросіо, помічені викривлення (меандри), які мають хвилеподібний характер. Вони нагадують викривлення річок. Наприклад зміщення осі Куросіо до півдня і півночі досягає 350 миль. Положення фронтів Куросіо-Ойясіо, Гольфстрим-Лабрадорський та інших течій піддається півмісячним, місячним, піврічним, річним і багаторічним коливанням. У зв'язку з цим спостерігаються коливання кліматологічних, метеорологічних факторів на узбережжях материків. Погодні умови в Японії пов'язують з коливанням тривалості фронту Куросіо, кліматичні умови Курильської гряди, острів Хоккайдо та північ острова Хонсю знаходяться під впливом холодної океанічної течії Ойясіо.
У цілому течії створюють систему кругообігів циклонічного та антициклонічного характеру, що закономірно з півночі на південь змінюють один одного. В північній частині Атлантичного океану в одному з таких кругообігів бере також участь стік холодних вод із Північного Льодовитого океану, в південній — циркуляційний кругообіг утворюють антарктичні води під впливом місцевої циклонічної циркуляції повітряних мас.
Межі між кругообігами утворені так званими гідрологічними фронтами, які являють собою зони розподілу з різко вираженими градієнтами гідрологічних характеристик.

### Наслідки діяльності морських течій пов'язані з порушенням географічної зональності

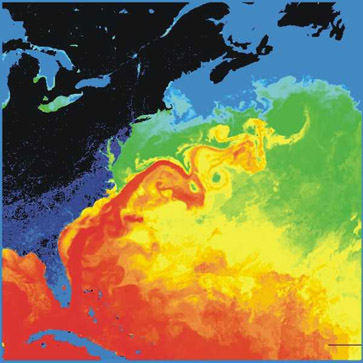
Температура вод Гольфстриму та навколишніх вод поблизу берегів Північної Америки

Теплі морські течії впливають на замерзання морів, зумовлюючи холодні або теплі маси води перемішуватись що має значення для замерзання приповерхневого шару води в морях або океанах. При цьому існують місця де океанічні течії порушують замерзання з циклічною, або сезонною періодичністю, до таких місць можна віднести узбережжя Скандинавії, острів Ірландія, або території заходу острову Ісландія. Такі циклічні явища у цих місцях пов'язані зі стабільним впливом теплої течії Гольфстрим, або течії Ірмінгера. Схожу дію спричиняє і Північна тихоокеанічна течія в зоні узбережжя південної частини Аляски. Наслідки виникнення подібних явищ проявляються в основному в межах біологічного світу цих вод, відсутність їх замерзання дозволяє тваринному та рослинному світам здійснювати біологічну діяльність цілий рік, що збільшує кількість живих організмів у цих водах, крім того, тут розповсюджені живі організми характерні для тепліших, тропічних зон океану. Безумовно відсутність прибережного льодяного покриву впливає і на клімат материків.
Разом з тим існують такі місця де морські течії впливають на замерзання приповерхневого шару води не циклічно, це пов'язано з тим що за походженням ці теплі течії гідротермальні або ж якось пов'язані з тектонічною, сейсмічною та поствулканічною діяльністю в межах морського дна. Такі течії можна фіксувати в межах Японського, Охотського та Берингового морів, а також частково в прибережних зонах Жовтого моря та на південь від Алеутських островів. Дуже рідкісними подібні явища бувають в межах прибережних зон Антарктиди. Подібні течії згубно діють на біологічний цикл живих організмів наявних в даних акваторіях. Також наявний їх вплив на погоду у прибережних материкових зонах, де під час таких явищ можна фіксувати аномальні температури.

### Вплив на біоту
Течії впливають на розподіл інших географічних характеристик: солоності, вмісту кисню, біологічних речовин, оптичних та акустичних властивостей океанічних вод. Розподіл цих характеристик виявляє значний вплив на розвиток біологічних процесів (тваринний і рослинний світ морів і океанів). Мінливість морських течій в часі і просторі, зміщення їх фронтальних зон впливають на біологічну продуктивність Світового океану.

## Значення вертикальних морських течій
Опускання поверхневих вод на глибину, а також підйом глибинних вод на поверхню океану під час вертикальних течій має величезне значення. При зануренні поверхневих вод забезпечується аерація глибинних шарів водної товщі. Це сприяє розвитку життя в океані на будь-якій глибині. Разом з тим аерація обумовлює розвиток окислювальних процесів на дні океану. Підйом глибинних вод обумовлює притік біогенних речовин до поверхні, стимулюючи пишний розквіт життя в зоні апвелінгу. При опусканні сильно вихолоджених арктичних і особливо антарктичних вод утворюється система донних течій, які грають дуже важливу роль у перенесенні осадів, побудові акумулятивних форм рельєфу на великих глибинах, а інколи і в ерозії дна. Ці ж води формують донні водні маси в океані. Вертикальне перемішування морських вод відбувається в процесі конвективного обміну між шарами води, що мають різні характеристики по щільності та температурі. Горизонтальне і вертикальне перемішування — це основний механізм перерозподілу в океані температури і солоності. У результаті вертикальних течій, що протікають в товщі океанічних вод, встановлюється більш-менш усталена стратифікація, відбувається відокремлення водних мас.

## Транспортувальні властивості
Поверхневі, глибинні абісальні та вертикально спрямовані течії, один з небагатьох способів створення кругообігу мінеральних речовин океану. Важливим є транспортування мінеральних речовин від центральних та глибинних частин океану до шельфу, до тих регіонів, де людство активно їх видобуває. Досить рідко спостерігається виникнення течій що спричиняють транспортування ресурсів у зворотному напрямку. При переміщенні мінеральних ресурсів морськими течіями виникає своєрідне збалансування вод Світового океану, що позначається на спільності акустичних та оптичних властивостей вод окремих частин океану, та збалансуванні солоності цих вод. Морська вода є розчином складної суміші солей у воді, але незалежно від абсолютної концентрації кількісні співвідношення основних солей завжди приблизно однакові. Коли вміст солей збільшується, щільність води зростає, а температура замерзання й максимальна щільність знижуються. Солоність морської води визначається за вмістом хлоридів або за її електропровідністю. Наявність солей завжди трохи знижує теплоємність води. Що пов'язується зі зростанням вмісту солей та сприяє швидшому нагріванню води. У процесі перенесення та розповсюдження мінеральних речовин вищеназвані явища спостерігаються майже рівномірно в окремих ділянках океанічних мас.

## Морські течії як альтернативне джерело енергії
За приблизними оцінками, загальна енергетична потужність хвиль Світового океану 900 млрд кВт. Енергетичний потенціал припливів ще вищий — 1,2 трлн кВт. Великий енергетичний потенціал течій помітний спостерігачу за динамікою океанічних вод в цілому: приведення в стан руху надзвичайно великих мас води на відстані у тисячі кілометрів в досить щільному середовищі (>1 г/см³). Велика кількість енергії переходить у кінетичну і потрапляє в атмосферу, викликаючи активну аеральну динаміку, перенесення вологи в повітрі, а також впливає на виникнення мусонів та різноманітних погодних явищ. Надлишок цієї енергії може перебувати у вільному стані в межах географічної оболонки.
Невичерпні запаси кінетичної енергії морських течій можна перетворювати на механічну і електричну енергію за допомогою турбін, занурених у воду (подібно до вітряних млинів, «занурених» в атмосферу). У ряді країн, і в першу чергу у Великій Британії, ведуться інтенсивні роботи з використання енергії морських течій. Британські острови мають досить розчленовану берегову лінію, де в багатьох місцях близько до берега підступають потужні потоки морських течій. Один з проєктів використання морських течій заснований на принципі рухомого водяного потоку. У гігантських «коробах» без стін і з отворами по горизонталі під впливом течій зміщуються окремі частини установки. Стовп води діє як поршень, що засмоктує повітря і нагнітає його на лопатки турбін. Головна складність полягає в узгодженні інерції робочих коліс турбін з кількістю повітря в коробах, так щоб за рахунок інерції зберігалася постійна швидкість обертання турбінних валів в широкому діапазоні умов на поверхні.